# Thạch Hà (huyện)
Thạch Hà là một huyện nằm ở trung tâm của tỉnh Hà Tĩnh, Việt Nam.

## Địa lý

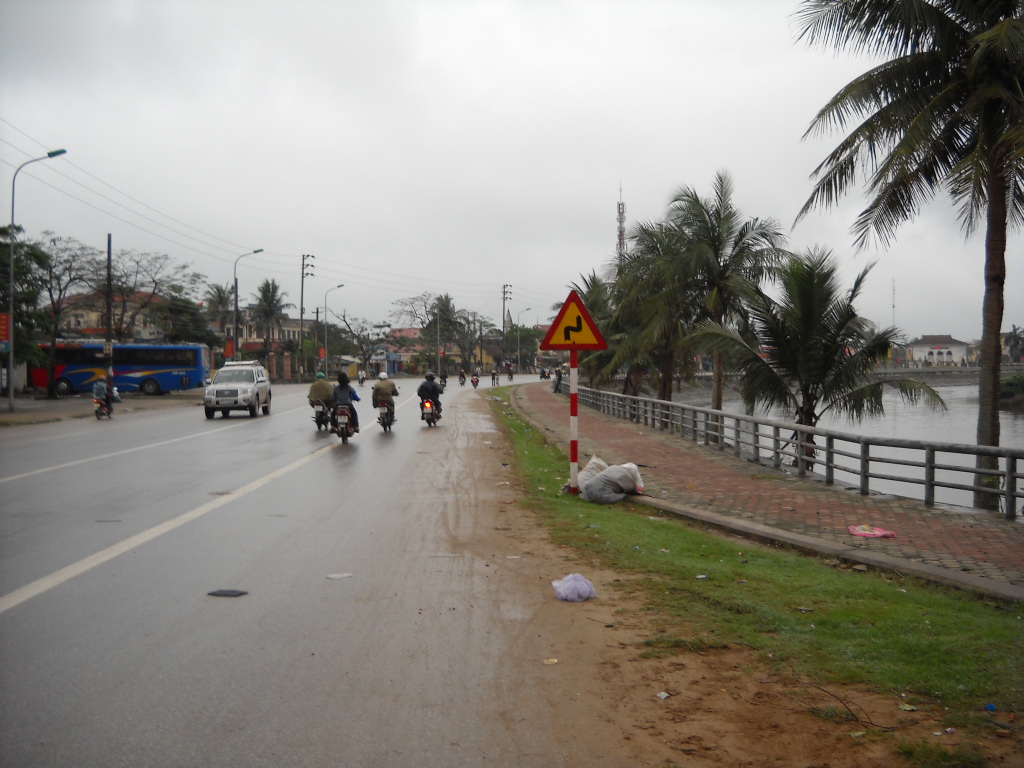

Huyện Thạch Hà nằm ở phía đông tỉnh Hà Tĩnh, nằm cách thành phố Hà Tĩnh khoảng 7 km, cách trung tâm thủ đô Hà Nội khoảng 340 km, có vị trí địa lý:
- Phía đông giáp Biển Đông
- Phía tây giáp huyện Can Lộc và huyện Hương Khê
- Phía nam giáp thành phố Hà Tĩnh và huyện Cẩm Xuyên
- Phía bắc giáp huyện Nghi Xuân.

Đây cũng là địa phương có dự án Đường cao tốc Bãi Vọt – Hàm Nghi và Đường cao tốc Hàm Nghi – Vũng Áng đi qua đang được xây dựng.

### Điều kiện tự nhiên
Địa hình huyện cơ bản là đồng bằng duyên hải, đất phù sa, đất cát ven biển. Các sông ngòi lớn là sông Nghèn, sông Rào Cái đổ ra Cửa Sót, hồ Kẻ Gỗ nằm ở phía Tây Nam huyện. Thạch Hà có trữ lượng sắt lớn tại mỏ sắt Thạch Khê.
Phía tây, liền với vùng núi Hương Khê là dải núi đồi thấp, rìa ngoài của rặng Trường Sơn Bắc, kéo dài 24 km từ động Sơn Mao (Thạch Ngọc) đến ngọn Báu Đài (Thạch Lưu), Nhật Lệ (Thạch Điền). Vùng bán sơn địa này rộng khoảng 11000 – 12000 ha chiếm 25% diện tích toàn huyện (Theo tài liệu điều tra của Tổng cục Thủy sản)(1). Các núi đều ở độ cao trung bình 200 – 250m, trừ ngọn Nhật Lệ(416m). Phía đông huyện có nhiều núi nhỏ, thấp và dãy Nam Giới với ngọn Quỳnh Sơn (373m) vốn là những hòn đảo trong vũng biển xưa. Đồng bằng Thạch Hà có diện tích khoảng 29000ha, trong đó có khoảng 13000ha đất thịt và 10000ha đất cát pha. Ven biển có khoảng 6000ha, chiếm 12,5% diện tích, trong đó có khoảng 1000ha là núi đá, còn lại là cát biển (TLĐD). Do cấu tạo bằng phù sa núi và cát biển, đồng điền tương đối bằng phẳng nhưng ít màu mỡ.
Thạch Hà có mạng lưới sông ngòi khá dày, 10 km/1 km². Tổng lưu vực hứng nước rộng gần 800 km². Các sông suối, trong đó có ba sông chính (sông Dà – Hà Hoàng, sông Cày, sông Rào Cấy) mỗi năm đổ ra cửa Sót 36 – 40 triệu m3 nước và 7 vạn tấn bùn, cát. Bờ biển dài khoảng 20 km với tổng diện tích vùng đặc quyền kinh tế là 3310 km² (TLĐD).
Thạch Hà xưa nay vẫn là một huyện nông nghiệp. Hiện toàn huyện có 13.757,33 hecta đất nông nghiệp; 8.315,39 hecta đất lâm nghiệp; 815,56 hecta đất nuôi trồng thủy sản,; 84,3 ha đất làm muối; 5,11 ha đất nông nghiệp khác.

## Hành chính
Huyện Thạch Hà có 22 đơn vị hành chính cấp xã trực thuộc, bao gồm 2 thị trấn: Thạch Hà (huyện lỵ), Lộc Hà và 20 xã: Bình An, Hồng Lộc, Ích Hậu, Lưu Vĩnh Sơn, Mai Phụ, Nam Điền, Ngọc Sơn, Phù Lưu, Tân Lộc, Thạch Châu, Thạch Kênh, Thạch Kim, Thạch Liên, Thạch Long, Thạch Mỹ, Thạch Ngọc, Thạch Sơn, Thạch Xuân, Thịnh Lộc, Việt Tiến.

## Lịch sử
Cách ngày nay trên 10 vạn năm, phần lớn vùng đất Thạch Hà bây giờ còn là biển. Sau đó “biển lùi”, nước đại dương hạ thấp xuống 120m, rồi “biển tiến”, đưa mức nước lên như hiện nay. Ấy là vào thời đại của Vượn Người, cách ngày nay vài vạn năm. Từ một vùng biển được phù sa núi và cát biển bồi lấp, tạo thành địa hình Thạch Hà nhìn chung không mấy phức tạp.
Thạch Hà là một vùng đất cổ, con người đã có mặt ở đây từ thời hậu kỳ Đá Mới, cách ngày nay khoảng 4800 năm. Thời xa xưa, đất Thạch Hà nằm trong bộ lạc Việt Thường, nước cổ Văn Lang. Thời Bắc thuộc vào giữa thế kỷ thứ VII, nhà Đường cắt phần đất phía nam Hoan Châu, lập châu ki mi (cai quản lỏng lẻo) Phúc Lộc – Đường Lâm gồm phần đất phía nam tỉnh Hà Tĩnh ngày nay.
Thời xưa, Thạch Hà là vùng đất thuộc châu Cửu Đức, rồi Hoan Châu, Nghệ An châu, Nghệ An phủ, Nghệ An thừa tuyên.
Thạch Hà nằm trong châu/quận Phúc Lộc – Đường Lâm. Đầu thời tự chủ nhà Tiền Lê lấy phần phía đông châu Phúc Lộc – Đường Lâm xưa, đặt châu Thạch Hà. Tên Thạch Hà có từ đó, và được chép vào sử sách (Việt sử lược, Đại Việt sử ký toàn thư...) sớm nhất vào những năm 1005 và 1009, cách ngày nay trên 1000 năm. Nhà Lý đặt trại Định Phiên và lấy phần đất phía bắc châu Thạch Hà lập huyện Thạch Hà.
Cho đến đầu thời tự chủ, thế kỷ X, vùng nam Hà Tĩnh ngày nay vẫn còn hoang vắng, rừng rậm đầm lầy, núi non hiểm trở, dân cư thưa thớt. Nhà Lý bắt đầu khai thác vùng hạ du, nhưng mãi đến cuối thời Trần, đầu thời Lê sơ thì làng xóm mới đông đúc. Người từ vùng sông Hồng, sông Mã, bắc sông Lam di cư vào ngày càng nhiều, một bộ phận dừng lại ở đây rồi tiếp tục đi mở nước ở phương Nam.
Địa bàn huyện Thạch Hà từ đời Lý cho đến đầu thế kỷ XX ở vào khoảng giữa sông Nghèn–Hà Hoàng và sông Rào Cấy (sông Nài).
Nhà Hậu Trần, rồi nghĩa quân Lam Sơn lấy đất nam Nghệ An, từ sông Lam trở vào, làm hậu cứ chống quân xâm lược nhà Minh. Sau chiến thắng, vùng này trở thành chỗ dựa vững chắc của nhà Lê, và sau đó là của chế độ Lê – Trịnh. Trong hai cuộc nội chiến Lê – Mạc, Trịnh – Nguyễn, đất Thạch Hà nổi tiếng với rất nhiều dòng họ thế tướng, tiêu biểu là họ Ngô Trảo Nha, họ Võ Hà Hoàng, họ Nguyễn Phi Thạch Long... Việc học hành cũng phát triển khá nhanh, Thạch Hà trở thành đất khai khoa của vùng Hà Tĩnh dưới triều Lê; còn là một vùng văn hóa dân gian đặc sắc, là quê gốc của hát Giặm và hát Ả Đào.
Đời Trần – Hồ và thời thuộc Minh, vùng này có những thay đổi về tên gọi, nhưng đến năm Quang thuận thứ 10 (1469) vua Lê Thánh Tông định bản đồ cả nước, tên huyện Thạch Hà được khôi phục và tồn tại đến ngày nay. Dưới thời Lê – Mạc, huyện Thạch Hà thuộc phủ Hà Hoa, xứ/ trấn Nghệ An.
Năm Tân Mão, năm Minh Mệnh thứ 42 (1831) nhà Nguyễn cắt phần đất phía nam trấn Nghệ An gồm 2 phủ, 6 huyện lập tỉnh Hà Tĩnh. Thạch Hà vẫn thuộc phủ Hà Hoa (từ 1841 là Hà Thanh). Năm đầu Khải Định (1916) bỏ phủ Hà Thanh, Thạch Hà được nâng lên thành phủ. Sau cách mạng tháng 8-1945, bỏ phủ, lấy lại tên huyện Thạch Hà cho đến nay.
Từ thời nhà Hậu Lê đến đầu thời kỳ nhà Nguyễn, huyện Thạch Hà thuộc phủ Hà Hoa (bao gồm: Thạch Hà, Cẩm Xuyên, Kỳ Anh), xứ Nghệ An.
Đời vua Lê Thánh Tông, năm 1469, Thạch Hà có 31 xã. Đời Nguyễn Minh mệnh có 7 tổng, 54 xã, thôn, trang, sở, giáp, đội, vạn. Đời Tự Đức (năm 1853), có 7 tổng, 51 xã, thôn, trang, vạn. Năm 1921 đời Khải Định cắt tổng Đoài gồm 21 xã thôn của Thạch Hà chuyển cho Can Lộc, và nhận của Can Lộc 2 tổng Canh Hoạch và Vĩnh Luật gồm 27 xã, thôn, phường, vạn. Thạch Hà có 8 tổng, 57 xã, thôn, phường, vạn... Đến năm 1942, theo tài liệu của Tòa công sứ Pháp, Thạch Hà có 8 tổng, gồm 85 xã, thôn.
Năm 1831, vùng phía nam sông Lam của trấn Nghệ An tách ra thành lập tỉnh Hà Tĩnh thì một phần đất của Thạch Hà trở thành tỉnh lỵ, nay là thành phố Hà Tĩnh.
Năm 1919, chính quyền thực dân phong kiến bỏ cấp phủ thì huyện Thạch Hà là một đơn vị hành chính trực thuộc tỉnh Hà Tĩnh.
Từ xưa, Thạch Hà đã nổi tiếng với đặc sản những vùng chuyên canh: mía mật Kẻ Dà (Cổ Kênh), khoai lang Ngọc Điền – Ngọc Lũy, chè Hương Bộc, hồng Đồng Lộ...với sản phẩm chế biến có giá trị: Rượu Cày, nước mắm Sót, ruốc Đan Trản, muối Hộ Độ...Thạch Hà còn nổi tiếng với các sản phẩm thủ công – mỹ nghệ của các làng nghề truyền thống: Đồ đồng Đức Lâm, đồ vàng bạc Nam Trị, đồ tre đan Đan Chế, nón Ba Giang, vải Đồng Môn, thợ mộc Cổ Kinh, thợ ngõa Đình Hòe...
Trong công cuộc chống thực dân Pháp xâm lược, giải phóng dân tộc, Thạch Hà cũng nổi lên nhiều tên tuổi đáng kính phục: Bùi Thố, Nguyễn Cao Đôn, Nguyễn Huy Thuận... (thời Cần vương), Ngô Đức Kế, Đặng Văn Bá (thời Duy tân – Đông du), Nguyễn Thiếp, Lý Tự Trọng (thời Xô-viết Nghệ Tĩnh).
Sau cách mạng Tháng Tám, địa bàn thu hẹp dần. Năm 1945-1946, Thạch Hà chuyển cho Can Lộc 3 thôn thuộc tổng Đông và 3 thôn thuộc tổng Canh Hoạch; số 79 xã, thôn còn lại hợp thành 26 xã. Năm 1950-1951, 26 xã lại hợp thành 17 xã lớn. Năm 1954, 17 xã lớn chia thành 44 xã nhỏ; chia xã Linh Đài thành 3 xã: Thạch Linh, Thạch Xuân, Thạch Đài; chia xã Đồng Môn thành 2 xã: Thạch Đồng và Thạch Môn; chia xã Thăng Bình thành 3 xã: Thạch Bình, Thạch Tân, Thạch Hòa; chia xã Quang Lĩnh thành 3 xã: Thạch Hạ, Thạch Thượng, Thạch Trung; chia xã Hợp Tiến thành 2 xã: Thạch Tiến và Thạch Thanh; chia xã Đồng Tiến thành 4 xã: Thạch Hội, Thạch Trị, Thạch Lạc, Thạch Văn.
Ngày 1 tháng 10 năm 1965, Bộ Nội vụ ban hành Quyết định số 356-NV thành lập xã Thạch Bàn trên cơ sở phần diện tích khai hoang và một số xóm của xã Thạch Đỉnh.
Năm 1971, đổi tên xã Thạch Hòa thành xã Đại Nài.
Năm 1976, huyện Thạch Hà thuộc tỉnh Nghệ Tĩnh, bao gồm thị trấn nông trường Thạch Ngọc và 45 xã: Đại Nài, Hộ Độ, Mai Phụ, Phù Việt, Thạch Bàn, Thạch Bằng, Thạch Bình, Thạch Châu, Thạch Đài, Thạch Điền, Thạch Đỉnh, Thạch Đồng, Thạch Hạ, Thạch Hải, Thạch Hội, Thạch Hưng, Thạch Hương, Thạch Kênh, Thạch Khê, Thạch Kim, Thạch Lạc, Thạch Lâm, Thạch Liên, Thạch Linh, Thạch Long, Thạch Lưu, Thạch Môn, Thạch Mỹ, Thạch Ngọc, Thạch Phú, Thạch Quý, Thạch Sơn, Thạch Tân, Thạch Thắng, Thạch Thanh, Thạch Thượng, Thạch Tiến, Thạch Trị, Thạch Trung, Thạch Văn, Thạch Vĩnh, Thạch Xuân, Thạch Yên, Tượng Sơn, Việt Xuyên.
Ngày 23 tháng 2 năm 1977, sáp nhập xóm Hạ Lưu của xã Thạch Lưu vào xã Thạch Thượng.
Ngày 9 tháng 11 năm 1983, chia xã Thạch Hương thành 2 xã: Thạch Hương và Nam Hương.
Ngày 19 tháng 8 năm 1985, thành lập thị trấn Cày trên cơ sở điều chỉnh 60,5 hécta diện tích tự nhiên của xã Thạch Thượng và 23,5 héc ta diện tích tự nhiên của xã Thạch Trung.
Ngày 19 tháng 11 năm 1985, thành lập xã Bắc Sơn trên cơ sở điều chỉnh 159 hécta diện tích đất tự nhiên của xã Thạch Vĩnh và 2.201 hécta diện tích đất tự nhiên của xã Thạch Lưu.
Ngày 22 tháng 7 năm 1989, chuyển 6 xã: Đại Nài, Thạch Linh, Thạch Phú, Thạch Quý, Thạch Trung và Thạch Yên về thị xã Hà Tĩnh quản lý.
Năm 1991, huyện Thạch Hà thuộc tỉnh Hà Tĩnh vừa tái lập, bao gồm thị trấn Cày, thị trấn nông trường Thạch Ngọc và 41 xã: Bắc Sơn, Hộ Độ, Mai Phụ, Nam Hương, Phù Việt, Thạch Bàn, Thạch Bằng, Thạch Bình, Thạch Châu, Thạch Đài, Thạch Điền, Thạch Đỉnh, Thạch Đồng, Thạch Hạ, Thạch Hải, Thạch Hội, Thạch Hưng, Thạch Hương, Thạch Kênh, Thạch Khê, Thạch Kim, Thạch Lạc, Thạch Lâm, Thạch Liên, Thạch Long, Thạch Lưu, Thạch Môn, Thạch Mỹ, Thạch Ngọc, Thạch Sơn, Thạch Tân, Thạch Thắng, Thạch Thanh, Thạch Thượng, Thạch Tiến, Thạch Trị, Thạch Văn, Thạch Vĩnh, Thạch Xuân, Tượng Sơn, Việt Xuyên.
Ngày 28 tháng 5 năm 2001, hợp nhất thị trấn Cày và xã Thạch Thượng thành thị trấn Thạch Hà, thị trấn Thạch Hà có 767 ha diện tích tự nhiên và 8.658 nhân khẩu.
Ngày 2 tháng 1 năm 2004, Chính phủ ban hành Nghị định 09/2004/NĐ-CP. Theo đó:
- Chuyển 2.553,24 ha diện tích tự nhiên và 16.976 nhân khẩu (gồm toàn bộ các xã Thạch Hạ, Thạch Môn, Thạch Đồng, Thạch Hưng, Thạch Bình) về thị xã Hà Tĩnh quản lý.
- Giải thể thị trấn nông trường Thạch Ngọc để thành lập xã Ngọc Sơn trên cơ sở toàn bộ diện tích tự nhiên và dân số của thị trấn nông trường Thạch Ngọc, xã Ngọc Sơn có 2.076,12 ha diện tích tự nhiên và 2.438 nhân khẩu.

Từ đó đến cuối năm 2006, huyện Thạch Hà còn lại 37 đơn vị hành chính cấp xã, bao gồm thị trấn Thạch Hà và 36 xã: Bắc Sơn, Hộ Độ, Mai Phụ, Nam Hương, Ngọc Sơn, Phù Việt, Thạch Bàn, Thạch Bằng, Thạch Châu, Thạch Đài, Thạch Điền, Thạch Đỉnh, Thạch Hải, Thạch Hội, Thạch Hương, Thạch Kênh, Thạch Khê, Thạch Kim, Thạch Lạc, Thạch Lâm, Thạch Liên, Thạch Long, Thạch Lưu, Thạch Mỹ, Thạch Ngọc, Thạch Sơn, Thạch Tân, Thạch Thắng, Thạch Thanh, Thạch Tiến, Thạch Trị, Thạch Văn, Thạch Vĩnh, Thạch Xuân, Tượng Sơn, Việt Xuyên với 39.946,50 ha diện tích tự nhiên và 179.775 nhân khẩu.
Ngày 7 tháng 2 năm 2007, điều chỉnh 4.251,05 ha diện tích tự nhiên và 43.009 nhân khẩu (gồm toàn bộ diện tích tự nhiên và nhân khẩu của 6 xã: Thạch Kim, Thạch Bằng, Thạch Châu, Mai Phụ, Hộ Độ, Thạch Mỹ) của huyện Thạch Hà để thành lập huyện Lộc Hà.
Huyện Thạch Hà còn lại 35.643,49 ha diện tích tự nhiên và 139.111 nhân khẩu với 31 đơn vị hành chính cấp xã trực thuộc, bao gồm thị trấn Thạch Hà và 30 xã: Thạch Kênh, Thạch Liên, Phù Việt, Thạch Long, Thạch Sơn, Thạch Thanh, Thạch Tiến, Việt Xuyên, Thạch Ngọc, Ngọc Sơn, Thạch Đài, Thạch Lưu, Thạch Vĩnh, Bắc Sơn, Thạch Xuân, Nam Hương, Thạch Tân, Thạch Lâm, Thạch Hương, Thạch Điền, Tượng Sơn, Thạch Thắng, Thạch Văn, Thạch Hội, Thạch Trị, Thạch Lạc, Thạch Khê, Thạch Đỉnh, Thạch Hải, Thạch Bàn.
Ngày 21 tháng 11 năm 2019, Ủy ban Thường vụ Quốc hội ban hành Nghị quyết số 819/NQ-UBTVQH14 về việc sắp xếp các đơn vị hành chính cấp xã thuộc tỉnh Hà Tĩnh giai đoạn 2019–2021 (nghị quyết có hiệu lực từ ngày 1 tháng 1 năm 2020). Theo đó:
- Sáp nhập 3 xã: Thạch Lâm, Thạch Tân và Thạch Hương thành xã Tân Lâm Hương
- Sáp nhập 3 xã: Phù Việt, Việt Xuyên và Thạch Tiến thành xã Việt Tiến
- Sáp nhập 3 xã: Thạch Lưu, Thạch Vĩnh và Bắc Sơn thành xã Lưu Vĩnh Sơn
- Sáp nhập 2 xã: Nam Hương và Thạch Điền thành xã Nam Điền
- Sáp nhập 2 xã: Thạch Đỉnh và Thạch Bàn thành xã Đỉnh Bàn
- Sáp nhập xã Thạch Thanh vào thị trấn Thạch Hà.

Ngày 14 tháng 11 năm 2024, Ủy ban Thường vụ Quốc hội ban hành Nghị quyết số 1283/NQ-UBTVQH14 về việc sắp xếp các đơn vị hành chính cấp xã thuộc tỉnh Hà Tĩnh giai đoạn 2023–2025 (nghị quyết có hiệu lực từ ngày 1 tháng 1 năm 2025).Theo đó:
- Chuyển 11 xã: Đỉnh Bàn, Tân Lâm Hương, Thạch Đài, Thạch Hải, Thạch Hội, Thạch Khê, Thạch Lạc, Thạch Thắng, Thạch Trị, Thạch Văn, Tượng Sơn về thành phố Hà Tĩnh quản lý
- Sáp nhập phần còn lại của huyện Lộc Hà (gồm thị trấn Lộc Hà và 10 xã: Bình An, Hồng Lộc, Ích Hậu, Mai Phụ, Phù Lưu, Tân Lộc, Thạch Châu, Thạch Kim, Thạch Mỹ, Thịnh Lộc) vào huyện Thạch Hà.

Huyện Thạch Hà có 22 đơn vị hành chính cấp xã, bao gồm 2 thị trấn và 20 xã như hiện nay.

## Kinh tế
- Nông nghiệp: Trồng lúa, trồng hoa màu (mía, lạc, khoai lang,...), chăn nuôi trâu, bò, lợn, gà,...
- Thủy sản: Đánh bắt và nuôi trồng cá, tôm, muối.
- Công nghiệp: Tương lai có triển vọng lớn về công nghiệp khai thác mỏ sắt Thạch khê.
- Dịch vụ và du lịch: Tham quan các di tích và danh thắng nổi tiếng (Biển Thạch Hải; Biển Thạch Văn; Quỳnh Viên Resort).

## Xã hội

### Giáo dục
Huyện Thạch Hà hiện nay có 4 trường trung học phổ thông:
- Trường THPT Mai Thúc Loan tại xã Thạch Châu
- Trường THPT Nguyễn Văn Trỗi tại xã Phù Lưu
- Trường THPT Nguyễn Đổng Chi tại xã Ích Hậu.
- Trường THPT Lý Tự Trọng tại thị trấn Thạch Hà.

Mỗi xã thường có 1 trường trung học cơ sở và 1 trường tiểu học.

## Dân số
Diện tích tự nhiên toàn huyện là 355,03 km² và dân số là 129.364 người (theo số liệu thống kê đến 1/1/2011). 12% dân số theo đạo Thiên Chúa.

## Văn hóa

### Lễ hội truyền thống
- Hội Làng Long Đan, xã Thạch Long được tổ chức vào đầu mùa Xuân.
- Hội Kỳ Phúc Lục Ngoạt ở các xã: Thạch Lạc, Thạch Trị vào 14 và 15 tháng Bảy âm lịch.
- Hội đền lê Khôi, ban được tổ chức vào ngày từ ngày 1 đến 05 tháng 5 âm lịch.
- Hội đền Nen, xã Thạch Tiến
- Hội đền Đông các đại học sĩ danh tướng Trương Quốc Dụng tổ chức vào 25 - 26 tháng 6 âm lịch hàng năm tại đền thờ ông ở xã Thạch Khê huyện Thạch Hà tỉnh Hà Tĩnh.
- Lễ hội đốt lửa truyền thống trong đêm giao thừa tại thôn Phái Thượng -xã Thạch Lâm diễn ra rất sôi nổi. Được nhiều người tham gia. Để có được một đêm đốt lửa truyền thống như vậy thì Thôn phải huy động lực lượng thanh niên trong thôn đi lên núi cắt tấp, cỏ, trện...

| Lễ hội                    | Địa điểm                                 | Thời gian                   |
| ------------------------- | ---------------------------------------- | --------------------------- |
| Lễ hội Đền Tam Lang       | đền Cả, làng Phan Xá, xã Ích Hậu         | 5 và 6 tháng giêng âm lịch  |
| Lễ Xuân Điển              | làng Phan Xá, Lợi Xá, xã Ích Hậu         | 4 đến 8 tháng giêng âm lịch |
| Lễ hội chùa Chân Tiên     | xã Thịnh Lộc                             | 3 tháng 3 âm lịch           |
| Lễ hội chùa Kim Dung      | thị trấn Lộc Hà                          | 15 tháng 3 âm lịch          |
| Lễ hội đền Phan Trọng Búp | xã Thạch Mỹ                              | 27 tháng 5 âm lịch          |
| Hội làng Thanh Lương      | xã Phù Lưu                               | 6 tháng 6 âm lịch           |
| Hội cờ người              | làng Trung Thịnh, Yên Điềm, xã Thịnh Lộc | đầu xuân                    |
| Lễ hội đền Lê Khôi        | xã Thạch Kim                             | 2 đến 4 tháng 5 âm lịch     |

### Di tích và thắng cảnh
- Nhà thờ Lý Tự Trọng tại xã Việt Tiến, huyện Thạch Hà.
- Đền Chiêu Trưng thờ danh tướng Chiêu Trưng vương Lê Khôi nhà Hậu Lê ở xã Thạch Bàn: Kiến trúc nghệ thuật thế kỷ 16.
- Danh thắng Quỳnh Viên, núi Nam Giới:
- Nhà cụ Mai Kính: ở xã Việt Tiến.
- Đền Thờ hai cha con Đông các Đại học sĩ Danh Tướng Trương Quốc Dụng và Cử nhân Chủ sự Trương Quốc Quán tại xã Thạch Khê.
- Miếu Kè ở xã Thạch Hương.
- Nhà thờ Nguyễn Hiền ở xã Thạch Kênh.
- Cũng như các huyện khác của xứ Nghệ Tĩnh Thạch Hà cũng không còn nhiều các đình chùa miếu mạo và các di tích lịch sử nhiều bởi sau 1945 đến những năm đầu của thập kỹ 1960 chính quyền cách mạng cho di dời tượng phật, đập phá đền chùa, miếu mạo,cho đó là di sản văn hóa của đế quốc phong kiến, may còn sót lại những di tích lịch sử rất ít ỏi ở nơi xa xôi hẻo lánh không bị đập phá như đền Lê Khôi v.v... Đây là thời kỳ những người vô học nắm quyền tại địa phương.
- Chùa Tịnh Lâm nằm trên núi Trò thuộc xã Thạch Lâm - huyện Thạch Hà, nơi đây là một chốn linh thiêng hàng năm cứ vào nhũng ngày lễ khách thập phương đến thắp hương rất đông...
- Đài tưởng niệm các anh hùng liệt sĩ huyện Thạch Hà tại trung tâm thị trấn huyện Cày, nơi đây trước kia là Miếu Rỏi, một ngôi đền rất thiêng
- Bãi tắm Cửa Sót
- Núi Bằng Sơn tức Rú Bờng, là ngọn núi có Chùa Kim Dung. Chùa nằm giữa núi, xã Thạch Bằng và Thạch Mỹ. Chùa được xây dựng vào thời Trần, thờ Phật Tổ, Ngọc Hoàng và Thánh Mẫu. Do dòng họ Phan Hữu xây dựng nên đứng đầu là ông Quyền Quang thời kỳ chống Pháp, các chí sĩ yêu nước đã lấy chùa làm trụ sở. Mỗi mùa lễ hội du khách các vùng đến dự rất đông để cầu phúc lộc, nam nữ thì đến cầu duyên. Trên núi có mộ tổ Bằng Quận công Nguyễn Hữu Chỉnh.
- Di tích lịch sử Quốc gia Đền Nen tại xã Việt Tiến

### Làng nghề
- Làng Gia Mỹ -xã Thạch Châu nghề muối đang được đầu tư và phát triển mạnh.Hàng năm cung cấp một lương lớn muối cho nhà máy chế biến muối Iod của tĩnh và cho nhân dân các vùng lân cận,
- Nghề làm dầu lạc ở làng xóm Thụy xã Thạch Châu.
- Nghề làm hương ở làng An Sơn xã Thạch Mỹ.
- Nghề làm nón, chổi ở làng Hà Mỹ xã Thạch Mỹ.

## Du lịch
Huyện Lộc Hà có hàng chục ngôi đền chùa miếu mạo, trong đó có 10 di tích lịch sử văn hóa được xếp hạng cấp quốc gia, 30 di tích được công nhận là di tích lịch sử văn hóa cấp tỉnh.
- Chùa Chân Tiên: Chùa nằm trên núi Tiên Am, xã Thịnh Lộc. Chùa nhìn xuống Bầu Tiên, tương truyền xưa là nơi tiên xuống tắm và còn lưu dấu chân trên đá. Mỗi mùa lễ hội du khách các vùng đến dự rất đông để cầu phúc lộc, nam nữ thì đến cầu duyên.
- Chùa Kim Dung: trên núi Bằng Sơn
- Chùa Xuân Đài: ở thị trấn Lộc Hà là một ngôi chùa ở đồng bằng duy nhất còn sót lại của thị trấn sau chính sách phá bỏ chùa chiền của những năm 60 thế kỷ trước.
- Chùa Long Hội
- Đền Cả: còn có tên là đền Lớn hoặc Tam tòa Đại Vương thuộc xã Ích Hậu, huyện Lộc Hà. Đền thờ 3 vị: Lý Nhật Quang (hoàng tử thứ 8 của vua Lý Thái Tổ), Lý Đạo Thành và Lý Thế Giai (là 2 vương hầu của Nhà Lý).
- Đình Đỉnh Lự ở xã Tân Lộc: Di tích lịch sử thế kỷ XV. Đây là nơi để nhân dân quanh vùng tưởng nhớ công ơn của võ tướng Nguyễn Xí thời Lê Sơ. Thời kỳ chống Pháp, các chí sĩ yêu nước đã lấy đình làm trụ sở. Đình Đỉnh Lự là nơi thành lập Chi bộ ĐẢng cộng sản đầu tiên của Hà Tĩnh.
- Đền thờ Tể tướng Hoàng giáp Nguyễn Văn Giai ở xã Ích Hậu.
- Mộng Thương thư trai và Chi gia trang: Thư viện lớn bậc nhất xứ Nghệ của dòng họ Nguyễn Chi ở xã Ích Hậu, có từ cuối thế kỷ XIX. Hiện nằm trong nhà thờ Nguyễn Đức Lục Chi, xã Ích Hậu.
- Nhà thờ họ Phan Huy  ở xã Thạch Châu: Di tích văn hóa thế kỷ XVIII.
- Nhà thờ họ Phan Trọng Búp ở xã Thạch Mỹ (Danh tướng Khởi nghĩa Lam Sơn):Di tích văn hóa thế kỷ XV.
- Đình làng Ngọc Mỹ, nơi thờ Đặng Dung, Đặng Tất ở xã Phù Lưu.
- Nhà thờ Nguyễn Đức Mậu ở xã Phù Lưu
- Miếu Biên Sơn ở xã Hồng Lộc
- Chùa Đại Bi ở Xã Hồng Lộc
- Đền thờ Nguyễn Đình Sỹ, di tích lịch sử nhà thờ họ Nguyễn Đình xã Hộ Độ.

## Danh nhân
- Mai Thúc Loan: Hoàng đế có công đánh đuổi quân xâm lược Nhà Đường.
- Nguyễn Chí Dũng: Tiến sĩ, Ủy viên BCH Trung ương Đảng, Nguyên Bí thư Tỉnh ủy Ninh Thuận, Bộ trưởng Bộ Kế hoạch – Đầu tư, ĐBQH khoá XII, XIII.
- Phan Phu Tiên: Nhà sử học, nhà nghiên cứu văn học và nhà giáo nổi tiếng đầu đời Lê.
- Phan Huy Cận: Bình Chương Đô đốc.
- Phan Huy Ích: Thượng thư.
- Phan Huy Chú: Nhà bác học.
- Các nhà thơ: Phan Huy Thực, Phan Huy Ôn, Phan Huy Vịnh, Phan Huy Thàng.
- Phan Huy Lê: Giáo sư sử học.
- Nguyễn Tông Tây (1436–?): Thừa chính sứ kiêm Quản đô lực sĩ.
- Phan Trọng Búp: Danh tướng khởi nghĩa Lam Sơn.
- Phan Trọng Lê Phiêu: Bình Chương sự kiêm tri Quốc Tử Giám tư nghiệp.
- Phan Trọng Mưu: Tri phủ Hoài Đức, Tiến sĩ Kỷ Mão (1879).
- Phan Trọng Hoa: Quan khâm sứ triều đình.
- Phan Trọng Dung: Quan nha môn, sau ra ở Hà Tây.
- Phan Trọng Bàng: Nhà thơ cao dao.
- Phan Trọng Tuệ: Phó Thủ tướng.
- Phan Trọng Bình: Chiến sĩ cánh mạng.
- Phan Trọng Quảng: Chiến sĩ cánh mạng.
- Phan Trọng Luận: Giáo sư.
- Phạm Tông Tây: Tiến sĩ.
- Trần Đức Mậu: Hoàng giáp Đông các hiệu thư đời Lê Thánh Tông (đền thờ đã bị đổ nhưng sắc phong hiện còn).
- Nguyễn Văn Giai: Tam nguyên Hoàng giáp, Tể tướng mở đầu thời Lê Trung Hưng (hiện còn đền thờ và một tấm bia lớn dựng ngay sau khi ông mất).
- Nguyễn Hiệt Chi: Nhà giáo và chí sĩ, người đồng sáng lập Công ty Liên Thành và Trường Dục Thanh theo tinh thần Duy Tân ở Phan Thiết, lãnh tụ phong trào chống thuế Nghệ Tĩnh Nguyễn Hàng Chi.
- Nguyễn Kinh Chi: Bác sĩ, Thứ trưởng Bộ Y tế thời kháng chiến chống Pháp và Đại biểu Quốc hội bốn khóa I–IV.
- Nguyễn Đổng Chi: Giáo sư nhà văn hóa học.
- Nguyễn Từ Chi: Giáo sư dân tộc học.
- Nguyễn Huệ Chi: Giáo sư cổ văn học.
- Nguyễn Du Chi: Phó giáo sư chuyên gia mỹ thuật cổ.
- Lê Viết Lượng: Nhà cách mạng.
- Nguyễn Phi Hổ: Tiến sĩ Thiêm đô Ngự sử thời Lê Uy Mục.
- Phan Đình Tá: Hoàng giáp Tể tướng dưới triều Nhà Mạc.
- Bùi Đăng Đạt: Tiến sĩ Giám sát ngự sử quyền tham chánh thời Lê Trung Hưng (mộ phần táng tại Trung Lương, thị xã Hồng Lĩnh, Hà Tĩnh).
- Nguyễn Biên: Võ tướng giúp Lê Thái Tổ chống giặc Minh khôi phục đất nước, được truy tặng Thái phó Nghiêm Quận công (1425), truy phong thần tích Đại vương.
- Chính Hữu: Nhà thơ.
- Phạm Nhật Vượng: Doanh nhân.
- Phạm Nhật Vũ: Doanh nhân.
- Phan Liêu.
- Trần Danh Tố: Tiến sĩ triều Hậu Lê
- Trần Danh Bính.
- Phan Ứng Toản (1446–1515): Quốc tử giám Tế tửu.
- Nguyễn Hộc (1412–?): Thượng thư Bộ Binh kiêm Hàn lâm viện Học sĩ.
- Giám sát Ngự sử Trần Sảnh (1431-?).
- Lý Tự Trọng: Anh hùng dân tộc.
- Phạm Văn Long: Trung tướng, Phó Chủ nhiệm Tổng cục Chính trị quân đội nhân dân Việt Nam.
- Trần Đình Nhã: Trung tướng, PGS, TS, Phó Chủ nhiệm Ủy ban Quốc phòng và An ninh của Quốc hội.
- Hồ Trọng Ngũ: Thiếu tướng, Phó Chủ nhiệm Ủy ban Quốc phòng An ninh của Quốc hội.
- Nguyễn Thanh Tân: Thiếu tướng, Đại biểu Quốc hội Khoá 12, Giám đốc Công an Hà Tĩnh (2000–2013).
- Trần Xuân Ninh: Trung tướng, Giám đốc Học viện lục quân Đà Lạt.